# Lista dos artistas que mais venderam discos de todos os tempos com base em estimativas de vendas de discos

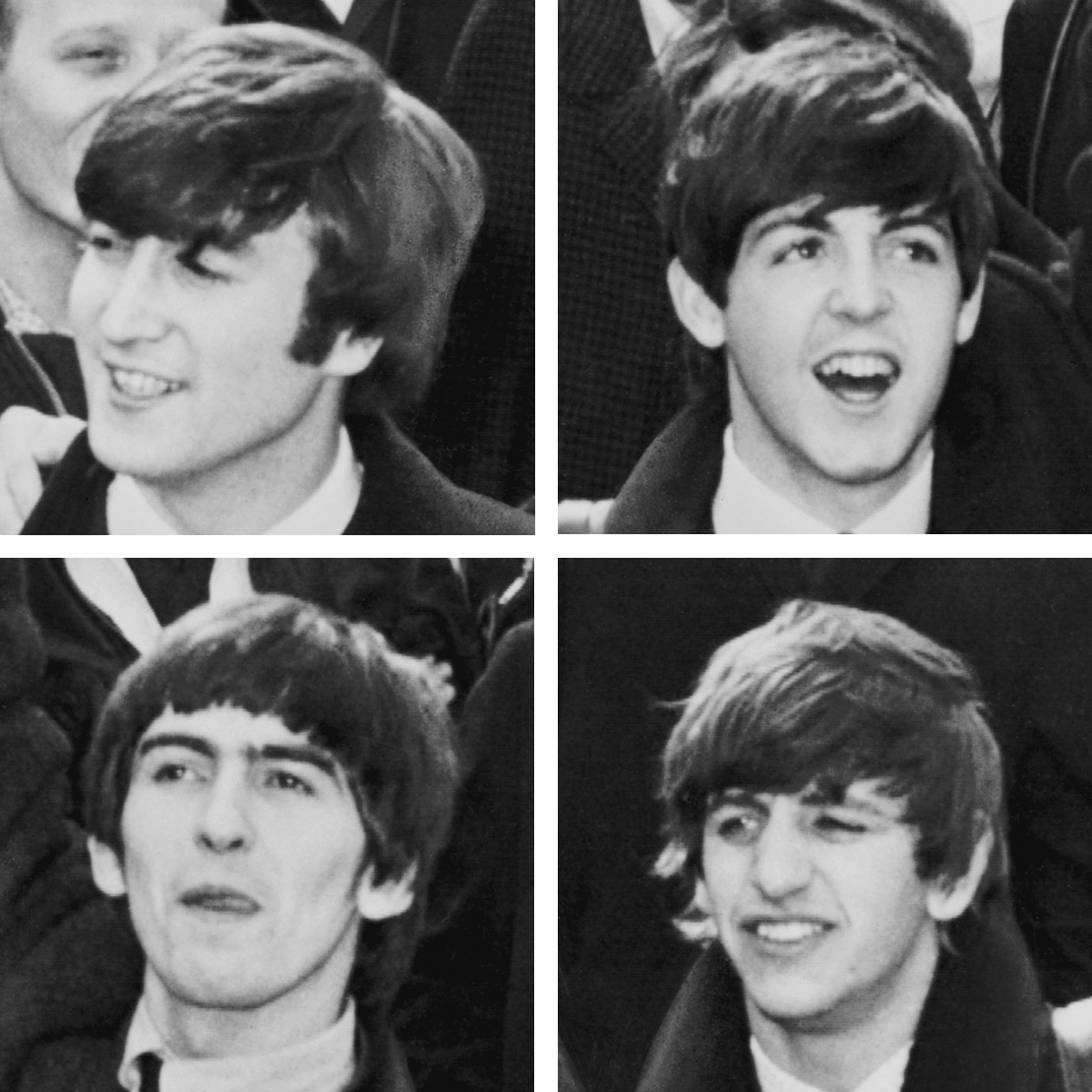
The Beatles, o grupo musical mais bem-sucedido da história.

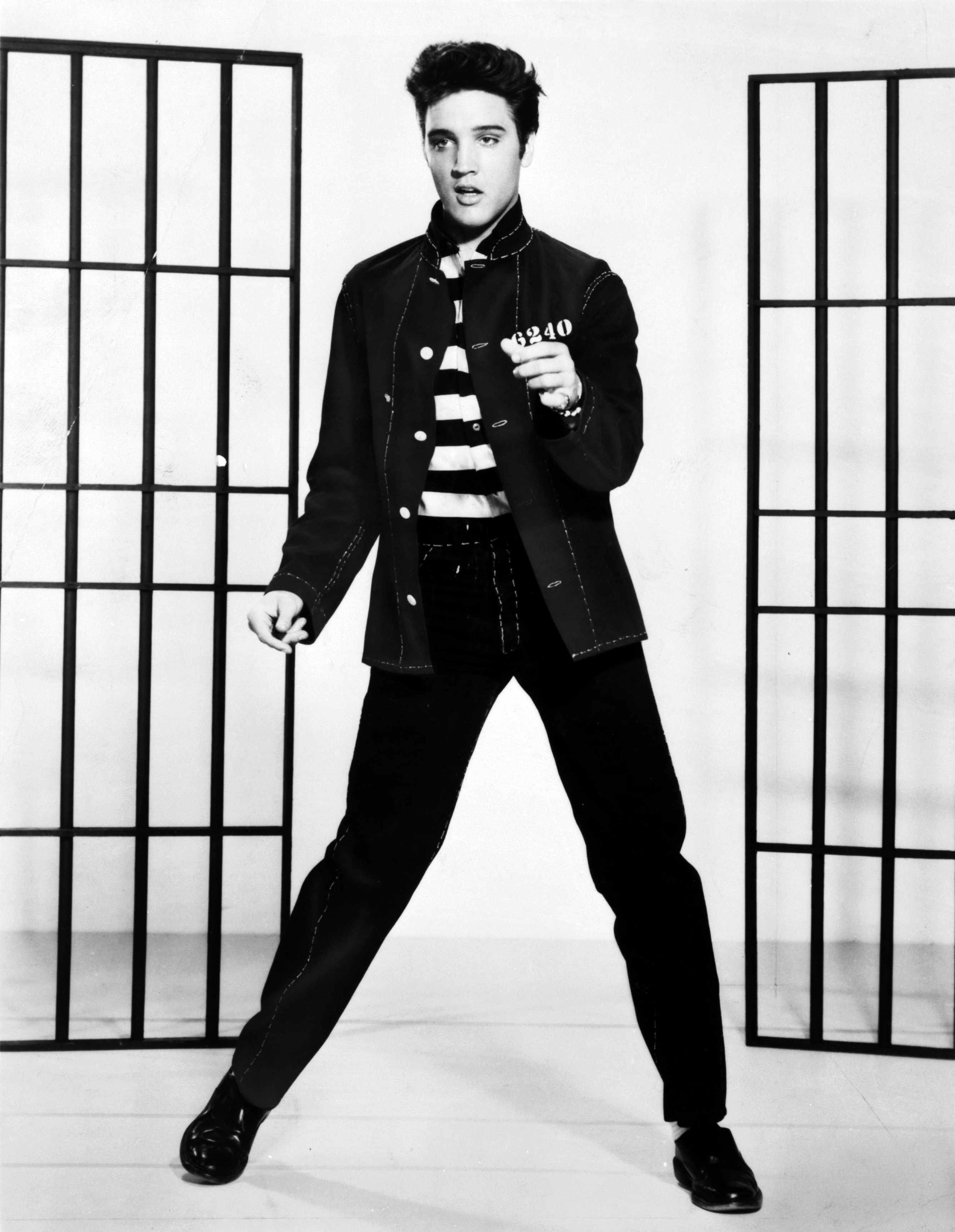
Elvis Presley, o artista solo de maior vendagem mundial.

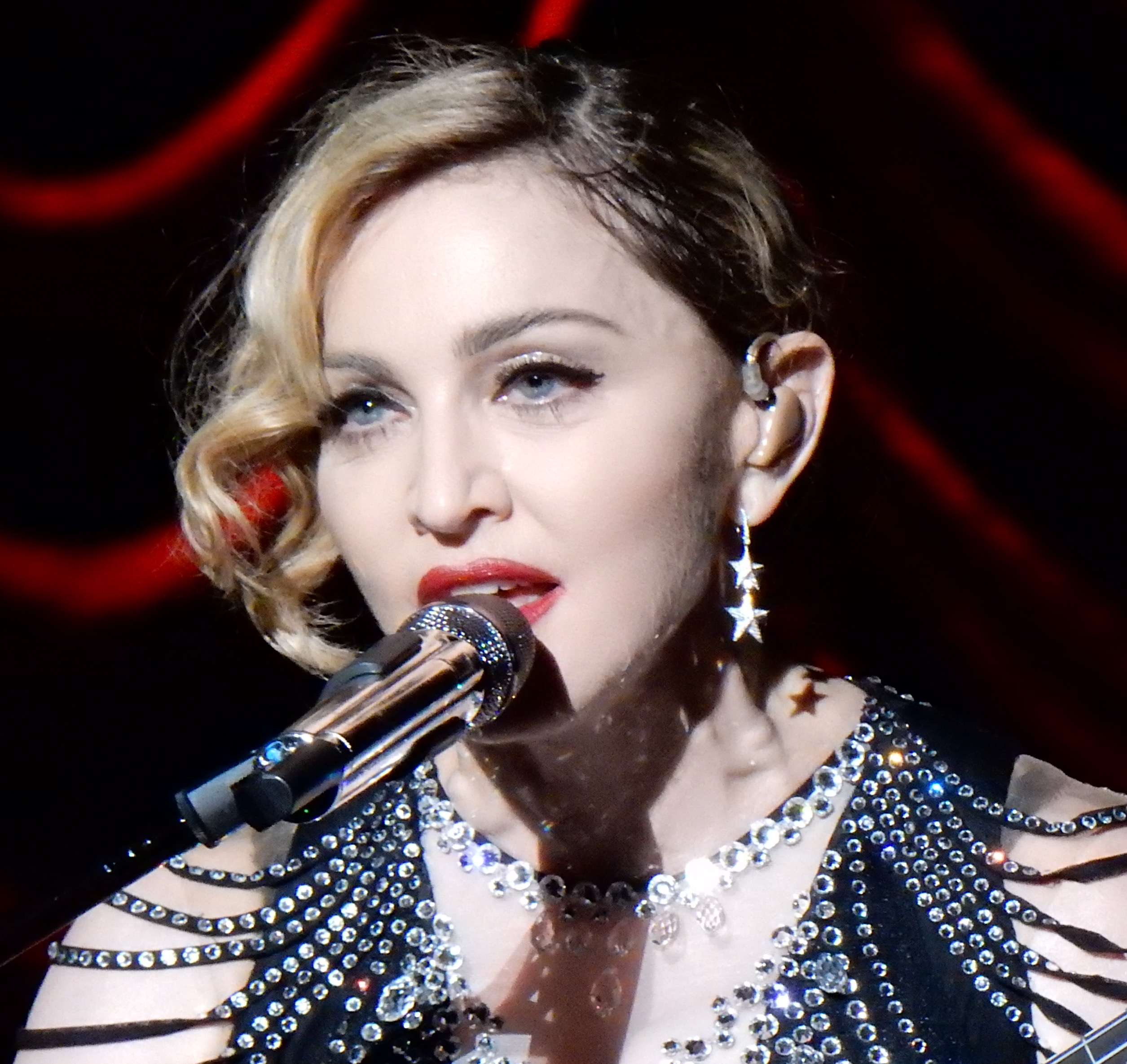
Madonna, artista feminina com maior número de vendas da história.

Esta é a lista de músicos recordistas de vendas, organizada em ordem alfabética. A quantidade mínima é de 30 milhões. Em primeiro lugar aparece a banda The Beatles, do Reino Unido, com estimativas entre 600 milhões e mais de um bilhão de discos vendidos mundialmente, dos quais 190 milhões só nos Estados Unidos. Na segunda posição aparece o cantor Elvis Presley, dos Estados Unidos, com estimativas que variam entre 500 milhões e mais de um bilhão de exemplares vendidos mundialmente, das quais mais de 199 milhões só nos Estados Unidos.
Em terceiro lugar aparece o cantor de música pop Michael Jackson, natural dos Estados Unidos. Além de ser o autor do álbum mais vendido da história da indústria fonográfica, Thriller, suas vendas alcançaram entre 750 milhões e mais de um bilhão de gravações comercializadas em todo o mundo após sua morte, em 2009. Seguido por Madonna e Led Zeppelin nas quarta e quinta posições respectivamente, sendo Madonna a única mulher a superar 300 milhões de cópias. Led Zeppelin também é a segunda banda que mais vendeu nos EUA, atrás apenas dos Beatles.
Dentre os brasileiros, em primeiro está o cantor Roberto Carlos, que iniciou sua carreira na Jovem Guarda nos anos 60 na Rede Record e tem mais de 140 milhões de discos vendidos no mundo, segundo estimativas da ABPD e de sua atual gravadora Sony BMG.

## Mais de 300 milhões de exemplares vendidos
| Artista         | País de origem | Período em atividade | Gênero                        | Número total de vendas por país | Vendas estimadas                                             |
| --------------- | -------------- | -------------------- | ----------------------------- | --- | ------------------------------------------------------------ |
| The Beatles     | Reino Unido    | 1960–1970            | Rock / pop                    | EUA: 196,6 milhões RU: 5,4 milhões ALE: 7,2 milhões FRA: 3 milhões BRA: 500 mil CAN: 12,5 milhões AUS: 2,7 milhões SUE 485 mil ARG: 1 milhão SUI: 350,000 AUT: 400 mil                                                                                    | 1,6 bilhão de discos vendidos Mais de 1 bilhão - 600 milhões |
| Elvis Presley   | Estados Unidos | 1954–1977            | Rock and roll / pop / country | EUA: 176,6 milhões RU: 3,8 milhões ALE: 1,5 milhões FRA: 2,4 milhões CAN: 2,7 milhões AUS: 1 milhão HOL: 520 mil SUE 360 mil | 1,5 bilhão de discos vendidos 1 bilhão - 500 milhões         |
| Michael Jackson | Estados Unidos | 1971–2009            | Pop / pop rock / R&B          | EUA: 95 milhões RU: 18 milhões ALE: 10,8 milhões FRA: 9,6 milhões CAN: 4,5 milhões MEX: 3,3 milhões AUS: 5,4 milhões ESP: 720 mil HOL: 1,9 milhões SUE: 870 mil SUI: 900 mil AUT: 885 mil                                                                 | 1 bilhão - 500 milhões                                       |
| Madonna         | Estados Unidos | 1982-presente        | Pop / Dance / Pop Rock        | EUA: 87,7 milhões RU: 28,9 milhões FRA: 13,8 milhões ALE: 12,2 milhões CAN: 8,4 milhões BRA: 3,62 milhões AUS: 3,4 milhões HOL: 1,6 milhão ESP: 1 milhão SUE: 1 milhão SUI: 1 milhão JAP: 6,5 milhões ARG: 686 mil FIN: 605.023 AUT: 560 mil POL: 495 mil | 300 - 275 milhões                                            |
| Led Zeppelin    | Reino Unido    | 1968–1980            | Rock / Hard Rock              | EUA: 113,5 milhões JAP: 200.000 ALE: 3,3 milhões RU: 8,5 milhões FRA: 1,9 milhões AUS: 1,9 milhões BRA: 350.000 CAN: 4,5 milhões HOL: 140,000 SUI: 140.000 ARG: 450.000                                                                                   | 300 - 200 milhões                                            |

## Entre 200 e 299 milhões de exemplares vendidos
| Artista            | País           | Período       | Gênero                     | Vendas estimadas              |
| ------------------ | -------------- | ------------- | -------------------------- | ----------------------------- |
| Rihanna            | Barbados       | 2005-presente | R&B                        | 264 milhões                   |
| Mariah Carey       | Estados Unidos | 1990–presente | Pop / R&B                  | 250 - 180 milhões             |
| Elton John         | Reino Unido    | 1964–presente | Pop / Rock                 | 250 - 200 milhões             |
| AC/DC              | Austrália      | 1973–presente | Hard rock                  | 200 - 150 milhões             |
| Pink Floyd         | Reino Unido    | 1966–1996     | Rock                       | 200 milhões                   |
| The Rolling Stones | Reino Unido    | 1962–presente | Rock / Blues rock          | 200 - 180 milhões             |
| Lady Gaga          | Estados Unidos | 2008-presente | Pop / Rock / Folk / Jazz   | 200 - 180 milhões             |
| Taylor Swift       | Estados Unidos | 2006-presente | Pop / Country              | 200 - 170 milhões             |
| Celine Dion        | Canadá         | 1981–presente | Pop                        | 200 - 170 milhões             |
| Queen              | Reino Unido    | 1970-1997     | Rock / Blues rock          | 200 - 170 milhões 150 milhões |
| ABBA               | Suécia         | 1972–1982     | Pop / Música disco / disco | 200 - 150 milhões             |
| Britney Spears     | Estados Unidos | 1998–presente | Pop                        | 200 - 100 milhões             |

## Entre 100 e 199 milhões de exemplares vendidos
| Artista               | País                         | Período       | Gênero                         | Vendas estimadas |
| --------------------- | ---------------------------- | ------------- | ------------------------------ | ---------------- |
| Whitney Houston       | Estados Unidos               | 1977–2012     | Pop / R&B                      | 185 milhões      |
| Cher                  | Estados Unidos               | 1964–presente | Pop / Rock / Dance             | 180 milhões      |
| Tina Turner           | Estados Unidos               | 1955–presente | Rock and roll, pop             | 180 milhões      |
| U2                    | Irlanda                      | 1976–presente | Rock                           | 175 milhões      |
| Metallica             | Estados Unidos               | 1981–presente | Heavy metal                    | 163,3 milhões    |
| Aerosmith             | Estados Unidos               | 1970–presente | Hard rock                      | 150 milhões      |
| Frank Sinatra         | Estados Unidos               | 1935–1995     | Pop / Swing                    | 150 milhões      |
| Genesis               | Reino Unido                  | 1967–presente | Progressive rock / Pop rock    | 150 milhões      |
| Stevie Wonder         | Estados Unidos               | 1961–presente | R&B / Soul                     | 150 milhões      |
| Barbra Streisand      | Estados Unidos               | 1960–presente | Pop / Adulto contemporâneo     | 140 milhões      |
| David Bowie           | Reino Unido                  | 1964–2016     | Rock                           | 140 milhões      |
| Bon Jovi              | Estados Unidos               | 1983–presente | Hard Rock                      | 130 milhões      |
| Garth Brooks          | Estados Unidos               | 1989–presente | Country                        | 128 milhões      |
| Bruce Springsteen     | Estados Unidos               | 1972–presente | Rock                           | 120 milhões      |
| Bee Gees              | Reino Unido / Austrália      | 1958–2003     | Pop / Disco                    | 120 milhões      |
| Eagles                | Estados Unidos               | 1971–presente | Soft rock / Country rock       | 120 milhões      |
| Roberto Carlos        | Brasil                       | 1959–presente | MPB / Jovem Guarda             | 140 milhões      |
| Julio Iglesias        | Espanha                      | 1968–presente | Latina                         | 120 milhões      |
| Red Hot Chili Peppers | Estados Unidos               | 1983-presente | Rock Alternativo               | 120 milhões      |
| Neil Diamond          | Estados Unidos               | 1966–presente | Pop / Rock                     | 115 milhões      |
| A-ha                  | Noruega                      | 1982–presente | Pop/Rock                       | 100 milhões      |
| A. R. Rahman          | Índia                        | 1985–presente | Film score                     | 100 milhões      |
| Adele                 | Reino Unido                  | 2007-presente | Pop / Soul                     | 100 milhões      |
| Alla Pugacheva        | Rússia                       | 1965–presente | Pop                            | 100 milhões      |
| Backstreet Boys       | Estados Unidos               | 1996–presente | Pop                            | 100 milhões      |
| Barry White           | Estados Unidos               | 1972–2003     | R&B / Soul                     | 100 milhões      |
| Billy Joel            | Estados Unidos               | 1964–presente | Pop / Rock                     | 100 milhões      |
| Bob Marley            | Jamaica                      | 1962-1981     | Reggae                         | 100 milhões      |
| Bruno Mars            | Estados Unidos               | 2009–presente | Pop / R&B                      | 100 milhões      |
| Chicago               | Estados Unidos               | 1967–presente | Pop rock                       | 100 milhões      |
| Deep Purple           | Reino Unido                  | 1968–presente | Hard rock                      | 100 milhões      |
| Def Leppard           | Reino Unido                  | 1977–presente | Hard rock / heavy metal        | 100 milhões      |
| Depeche Mode          | Reino Unido                  | 1980–presente | Electro Rock                   | 100 milhões      |
| Dolly Parton          | Estados Unidos               | 1964–presente | Country / Pop                  | 100 milhões      |
| Duran Duran           | Reino Unido                  | 1978–presente | New wave / alternative rock    | 100 milhões      |
| Enrique Iglesias      | Espanha                      | 1995–presente | Latina                         | 100 milhões      |
| Fleetwood Mac         | Reino Unido / Estados Unidos | 1967–presente | Pop rock                       | 100 milhões      |
| George Michael        | Reino Unido                  | 1981–2016     | Pop                            | 100 milhões      |
| Guns N' Roses         | Estados Unidos               | 1985–presente | Hard rock                      | 100 milhões      |
| Herbert von Karajan   | Áustria                      | 1938–1989     | Música clássica                | 100 milhões      |
| Janet Jackson         | Estados Unidos               | 1982–presente | R&B / Pop                      | 100 milhões      |
| Johnny Hallyday       | França                       | 1957–presente | Rock / Pop                     | 100 milhões      |
| Kenny Rogers          | Estados Unidos               | 1958–presente | Country / Pop                  | 100 milhões      |
| Kiss                  | Estados Unidos               | 1973–presente | Hard rock / heavy metal        | 100 milhões      |
| Lionel Richie         | Estados Unidos               | 1968–presente | Pop / R&B                      | 100 milhões      |
| Luciano Pavarotti     | Itália                       | 1961–2007     | Opera                          | 100 milhões      |
| Michiya Mihashi       | Japão                        | 1955–1995     | Enka / Min'yō                  | 100 milhões      |
| Olivia Newton-John    | Austrália                    | 1966–presente | Country / Pop                  | 100 milhões      |
| Paul McCartney        | Reino Unido                  | 1957–presente | Pop rock                       | 100 milhões      |
| Perry Como            | Estados Unidos               | 1933–1998     | Pop / Swing                    | 100 milhões      |
| Pet Shop Boys         | Reino Unido                  | 1981–presente | Synthpop                       | 100 milhões      |
| Phil Collins          | Reino Unido                  | 1980–presente | Adult contemporary             | 100 milhões      |
| Prince                | Estados Unidos               | 1976-2016     | Pop / Rock / Funk / R&B / Soul | 100 milhões      |
| Rod Stewart           | Reino Unido                  | 1962–presente | Rock / Pop                     | 100 milhões      |
| Scorpions             | Alemanha                     | 1969–presente | Hard rock                      | 100 milhões      |
| Status Quo            | Reino Unido                  | 1967–presente | Rock                           | 100 milhões      |
| The Carpenters        | Estados Unidos               | 1969–1983     | Pop                            | 100 milhões      |
| The Doors             | Estados Unidos               | 1965-1973     | Rock psicodélico               | 100 milhões      |
| The Four Seasons      | Estados Unidos               | 1960–presente | Pop / Rock                     | 100 milhões      |
| The Jackson 5         | Estados Unidos               | 1966–1990     | R&B / Soul / Pop / Disco       | 100 milhões      |
| The Who               | Reino Unido                  | 1964–presente | Rock / Hard rock               | 100 milhões      |

## Entre 60 e 99 milhões de exemplares vendidos
| Artista               | País           | Período       | Gênero                                | Vendas estimadas |
| --------------------- | -------------- | ------------- | ------------------------------------- | ---------------- |
| Van Halen             | Estados Unidos | 1978–presente | Hard Rock                             | 96 milhões       |
| Gloria Estefan        | Cuba           | 1977–presente | Latina / Dance / Pop                  | 90 milhões       |
| Iron Maiden           | Reino Unido    | 1975–presente | Heavy metal                           | 90 milhões       |
| Shania Twain          | Canadá         | 1993–presente | Country pop                           | 85 milhões       |
| DJ Bobo               | Suíça          | 1992          | Dance Pop                             | 80 milhões       |
| Carlos Santana        | México         | 1966–presente | Rock                                  | 80 milhões       |
| Eminem                | Estados Unidos | 1995–presente | Hip hop                               | 80 milhões       |
| Enya                  | Irlanda        | 1987–presente | New age / Música celta                | 80 milhões       |
| Kylie Minogue         | Austrália      | 1987–presente | Dance pop                             | 80 milhões       |
| Journey               | Estados Unidos | 1973–presente | Arena rock                            | 80 milhões       |
| Nirvana               | Estados Unidos | 1987-1994     | Grunge / alternative rock             | 80 milhões       |
| Sonny & Cher          | Estados Unidos | 1965–1974     | Pop rock                              | 80 milhões       |
| Tupac Shakur          | Estados Unidos | 1990–1996     | Hip hop                               | 76 milhões       |
| Aretha Franklin       | Estados Unidos | 1956 - 2018   | R&B/ Soul / Jazz / Pop                | 75 milhões       |
| Beyoncé               | Estados Unidos | 2003–presente | R&B / Pop                             | 75 milhões       |
| Black Sabbath         | Reino Unido    | 1968–2017     | Heavy metal / Hard rock               | 75 milhões       |
| B'z                   | Japão          | 1988–presente | Pop rock                              | 75 milhões       |
| Eurythmics            | Reino Unido    | 1980–presente | New wave                              | 75 milhões       |
| Green Day             | Estados Unidos | 1987–presente | Punk Rock / Rock Alternativo          | 75 milhões       |
| Jennifer Lopez        | Estados Unidos | 1999-presente | R&B, Dance-Pop, Latin Pop             | 75 milhões       |
| Luis Miguel           | México         | 1982–presente | Pop latino/ Ballada                   | 75 milhões       |
| Andrea Bocelli        | Itália         | 1992–presente | Pop / Classical / Opera               | 70 milhões       |
| Bob Dylan             | Estados Unidos | 1959–presente | Folk / Rock                           | 70 milhões       |
| Enigma                | Alemanha       | 1990–presente | Worldbeat / New age                   | 70 milhões       |
| Jean Michel Jarre     | França         | 1971–presente | New age                               | 70 milhões       |
| Kenny G               | Estados Unidos | 1982–presente | Smooth jazz                           | 70 milhões       |
| Laura Pausini         | Itália         | 1993-presente | Pop / Pop Rock                        | 70 milhões       |
| Linkin Park           | Estados Unidos | 2000–presente | Nu metal / Alternative rock / rapcore | 70 milhões       |
| Meat Loaf             | Estados Unidos | 1968–presente | Rock                                  | 70 milhões       |
| New Kids on the Block | Estados Unidos | 1984–presente | Teen pop                              | 70 milhões       |
| Roxette               | Suécia         | 1986–presente | Pop / Rock                            | 70 milhões       |
| Shakira               | Colombia       | 1991–presente | Latin / Latin Pop / Pop Rock          | 70 milhões       |
| UB40                  | Reino Unido    | 1980–presente | Reggae                                | 70 milhões       |
| George Strait         | Estados Unidos | 1981–presente | Country                               | 68 milhões       |
| Hibari Misora         | Japão          | 1948–1989     | Enka                                  | 68 milhões       |
| RBD                   | México         | 2004–2009     | Pop / Latin Pop / Dance Pop           | 66 milhões       |
| Bryan Adams           | Canadá         | 1977–presente | Rock                                  | 65 milhões       |
| Carrie Underwood      | Estados Unidos | 2005-presente | Country Rock / Country Pop            | 65 milhões       |
| The Corrs             | Irlanda        | 1990-presente | Folk rock / Pop Rock                  | 65 milhões       |
| Angela Maria          | Brasil         | 1948-2018     | Samba / MPB                           | 60 milhões       |
| Boyz II Men           | Estados Unidos | 1990–presente | R&B                                   | 60 milhões       |
| Village People        |                | 1977–presente | Disco                                 | 65 milhões       |
| Jethro Tull           | Reino Unido    | 1968–presente | Progressive rock / hard rock          | 60 milhões       |
| Pearl Jam             | Estados Unidos | 1990–presente | Alternative rock / Grunge             | 60 milhões       |
| Ricky Martin          | Porto Rico     | 1984–presente | Pop / Latin Pop / Dance Pop           | 60 milhões       |
| Selena                | Estados Unidos | 1982-1995     | Latino Tejano                         | 60 milhões       |

## Entre 30 e 59 milhões de exemplares vendidos
| Artista                         | País                | Período                 | Gênero                                        | Vendas estimadas |
| ------------------------------- | ------------------- | ----------------------- | --------------------------------------------- | ---------------- |
| Glay                            | Japão               | 1994–presente           | Rock / Pop                                    | 56 milhões       |
| Dreams Come True                | Japão               | 1989–presente           | Pop / Jazz                                    | 55 milhões       |
| Mina Anna Mazzini               | Itália              | 1950-presente           | Pop                                           | 55 milhões       |
| Reba McEntire                   | Estados Unidos      | 1974–presente           | Country                                       | 55 milhões       |
| Rita Lee                        | Brasil              | 1963-presente           | MPB                                           | 55 milhões       |
| Robbie Williams                 | Reino Unido         | 1990–presente           | Pop                                           | 55 milhões       |
| Spice Girls                     | Reino Unido         | 1996–2000 2007–2008     | Teen pop                                      | 55 milhões       |
| Michael Bolton                  | Estados Unidos      | 1968–presente           | Pop                                           | 53 milhões       |
| Ace of Base                     | Suécia              | 1987–presente           | Europop                                       | 50 milhões       |
| Alan Jackson                    | Estados Unidos      | 1989–presente           | Country                                       | 50 milhões       |
| Alice Cooper                    | Estados Unidos      | 1965–presente           | Hard rock / heavy metal                       | 50 milhões       |
| Anastacia                       | Estados Unidos      | 2000–presente           | Pop rock                                      | 50 milhões       |
| Ayumi Hamasaki                  | Japão               | 1994–presente           | J-Pop                                         | 50 milhões       |
| Bob Seger                       | Estados Unidos      | 1961–presente           | Rock                                          | 50 milhões       |
| Christina Aguilera              | Estados Unidos      | 1998-presente           | Pop / R&B                                     | 50 milhões       |
| Coldplay                        | Reino Unido         | 1998-presente           | Alternative Rock                              | 50 milhões       |
| Destiny's Child                 | Estados Unidos      | 1997–2005               | R&B / Pop                                     | 50 milhões       |
| Eros Ramazzotti                 | Itália              | 1981-presente           | Pop / Pop Rock                                | 50 milhões       |
| Four Tops                       | Estados Unidos      | 1954–presente           | R&B                                           | 50 milhões       |
| Hikaru Utada                    | Estados Unidos      | 1993–presente           | J-pop / Pop / Dance                           | 50 milhões       |
| INXS                            | Austrália           | 1977–1997               | Rock / Pop Rock                               | 50 milhões       |
| James Last                      | Alemanha            | 1963–presente           | Instrumental / Classical                      | 50 milhões       |
| Jay-Z                           | Estados Unidos      | 1996–presente           | Hip hop                                       | 50 milhões       |
| Johnny Cash                     | Estados Unidos      | 1955–2003               | Country / rock and roll                       | 50 milhões       |
| Megadeth                        | Estados Unidos      | 1983–presente           | Thrash metal / Heavy metal                    | 50 milhões       |
| Mötley Crüe                     | Estados Unidos      | 1981–presente           | Glam metal                                    | 50 milhões       |
| Mr. Children                    | Japão               | 1989–presente           | Pop rock                                      | 50 milhões       |
| Nat King Cole                   | Estados Unidos      | 1936–1965               | Vocal jazz                                    | 50 milhões       |
| Nelson Gonçalves                | Brasil              | 1941–1998               | Samba                                         | 50 milhões       |
| Norah Jones                     | Estados Unidos      | 2001–presente           | Jazz                                          | 50 milhões       |
| 'N Sync                         | Estados Unidos      | 1995–2002               | Pop                                           | 50 milhões       |
| Oasis                           | Reino Unido         | 1991–2009               | Britpop / Rock                                | 50 milhões       |
| Ray Conniff                     | Estados Unidos      | 1956–2002               | Pop / Easy listening                          | 50 milhões       |
| R.E.M.                          | Estados Unidos      | 1980–2011               | Alternative rock                              | 50 milhões       |
| The Police                      | Reino Unido         | 1977–2008               | Pop rock / New Wave                           | 50 milhões       |
| Tom Petty and the Heartbreakers | Estados Unidos      | 1976–presente           | Rock                                          | 50 milhões       |
| Tonico & Tinoco                 | Brasil              | 1930-1994               | Sertanejo                                     | 50 milhões       |
| Tony Bennett                    | Estados Unidos      | 1949-presente           | Traditional pop / Jazz                        | 50 milhões       |
| Usher                           | Estados Unidos      | 1990–presente           | R&B / Hip-pop                                 | 50 milhões       |
| Willie Nelson                   | Estados Unidos      | 1956–presente           | Country                                       | 50 milhões       |
| Chris de Burgh                  | Irlanda / Argentina | 1975-presente           | Pop / Rock                                    | 45 milhões       |
| Judas Priest                    | Reino Unido         | 1969-presente           | Heavy metal                                   | 45 milhões       |
| Sting                           | Reino Unido         | 1971-presente           | Rock / Pop /Adult contemporary                | 45 milhões       |
| Alanis Morissette               | Canadá              | 1987-presente           | Rock alternativo                              | 40 milhões       |
| B. B. King                      | Estados Unidos      | 1947-presente           | Blues / Jazz                                  | 40 milhões       |
| L'Arc-en-Ciel                   | Japão               | 1991-presente           | Pop rock / Rock alternativo                   | 40 milhões       |
| Lenny Kravitz                   | Estados Unidos      | 1989-presente           | Rock / Funk Rock / Pop                        | 40 milhões       |
| Rush                            | Canadá              | 1968-presente           | Hard Rock / Progressive Rock                  | 40 milhões       |
| Sarah McLachlan                 | Canadá              | 1988-presente           | Pop / Pop Rock                                | 40 milhões       |
| Thalía                          | México              | 1990-presente           | Latin / Latin Pop                             | 40 milhões       |
| The Cranberries                 | Irlanda             | 1989-2003 2009-presente | Alernative Rock                               | 40 milhões       |
| Toni Braxton                    | Estados Unidos      | 1993–presente           | R&B                                           | 40 milhões       |
| Chitãozinho e Xororó            | Brasil              | 1978-presente           | Sertanejo                                     | 37 milhões       |
| One Direction                   | Reino Unido         | 2010-presente           | Pop / Dance / Pop-rock                        | 35 milhões       |
| Simple Minds                    | Reino Unido         | 1978-presente           | Rock / New Wave / Pop                         | 35 milhões       |
| The Offspring                   | Estados Unidos      | 1984–presente           | Punk rock / Pop punk                          | 34 milhões       |
| Aaliyah                         | Estados Unidos      | 1994–2001               | R&B / Hip-Hop                                 | 32 milhões       |
| Kanye West                      | Estados Unidos      | 2003–presente           | Hip-Hop                                       | 32 milhões       |
| 50 Cent                         | Estados Unidos      | 2002–presente           | Hip-Hop                                       | 30 milhões       |
| Alicia Keys                     | Estados Unidos      | 2001-presente           | R&B / Soul                                    | 30 milhões       |
| Amália Rodrigues                | Portugal            | 1940-1999               | Fado                                          | 30 milhões       |
| Amy Winehouse                   | Reino Unido         | 2003-2011               | Soul / Jazz / R&B                             | 30 milhões       |
| Avril Lavigne                   | Canadá              | 2002-presente           | Pop rock / PopPunk                            | 30 milhões       |
| Chris Rea                       | Reino Unido         | 1978-presente           | Blues / Rock                                  | 30 milhões       |
| Nancy Ajram                     | Líbano              | 1998-presente           | Arábia pop                                    | 30 milhões       |
| Nickelback                      | Canadá              | 1995–presente           | Punk rock / Pop punk                          | 30 milhões       |
| Pink                            | Estados Unidos      | 1995-presente           | Pop rock / PopPunk / R&B                      | 30 milhões       |
| The Cure                        | Inglaterra          | 1976–presente           | Pós-Punk / Rock Alternativo                   | 30 milhões       |
| Lucero                          | México              | 1982–presente           | Pop / Latin Pop / Mariachi / Ranchera / Banda | 30 milhões       |